# 卡尔卡尔 (西班牙)
卡尔卡尔（西班牙語：Cárcar）是西班牙纳瓦拉的一个市镇。总面积40平方公里，总人口1265人（2001年），人口密度32人/平方公里。